# Emiliano Rodríguez
Emiliano Rodríguez (* 10. června 1937 Garrafe de Torío) je bývalý španělský basketbalista. Největších úspěchů dosáhl na klubové úrovni, v dresu Realu Madrid, v němž strávil takřka celou kariéru (1960–1973). Čtyřikrát s ním vyhrál Pohár mistrů (dnes Euroliga), v letech 1964, 1965, 1967 a 1968. Na mistrovství Evropy v roce 1963 se stal nejužitečnějším hráčem turnaje. Dvakrát byl nejlepším střelcem španělské ligy (1963, 1964), dvakrát byl též nejlepším střelcem finále Poháru mistrů (1963, 1964). V roce 1991 byl Mezinárodní basketbalovou federací zařazen na seznam padesáti nejlepších basketbalistů historie. V roce 2007 byl uveden do její síně slávy.